# Société d'agriculture, lettres, sciences et arts de la Haute-Saône
Pour les articles homonymes, voir Salsa.
La Société d’agriculture, lettres, sciences et arts de la Haute-Saône appelée généralement par l'acronyme « SALSA » est la principale et plus ancienne société scientifique et historique du département de la Haute-Saône, en France.
Son siège se trouve à Vesoul.

## Historique
La Société d’agriculture, lettres, sciences et arts de la Haute-Saône fut fondée le 9 avril 1801 et reconnue d'utilité publique en 1925. Elle fait partie de la Fédération des sociétés savantes de Franche-Comté.
La société tient son siège à la même adresse que le musée Jean-Léon Gérôme, rue des Ursulines, dans le bâtiment historique du couvent des Ursulines.

## Objectifs et actions de la société
Son principal objectif est de réaliser des sauvegardes sous forme de promotion historique de la Haute-Saône. Elle compte plus de 750 adhérents,,.
La Société mène des actions dans trois domaines principaux :
- la recherche généalogique, principalement avant la Révolution française,
- la recherche historique
- la sauvegarde du patrimoine ; elle dépose ses collections au musée Jean-Léon Gérôme de Vesoul[5].

## Liste des présidents
| Mandat      | Nom                                         |
| 1801-1805   | Jacques Paul Vergnes                        |
| 1805-1808   | Antoine Mailly                              |
| 1808-1809   | Denis Jeangérard                            |
| 1809-1812   | François-Simon-Augustin Dumontet-Laterrade  |
| 1812-1813   | Jean-François Hilaire                       |
| 1819-1820   | Joseph de Villeneuve-Bargemon               |
| 1821-1822   | Nicolas Galmiche                            |
| 1822-1823   | Joseph de Villeneuve-Bargemon               |
| 1823-1824   | Joseph-Xavier Hugon                         |
| 1824-1825   | Gaston de Rosières                          |
| 1826-1827   | Waldemar de Brancas                         |
| 1827-1828   | Joseph-Xavier Hugon                         |
| 1828-1829   | Waldemar de Brancas                         |
| 1829-1830   | Joseph-Xavier Hugon                         |
| 1830-1831   | Philippe-Alexandre Le Brun de Charmettes    |
| 1831-1832   | Amédée Thierry                              |
| 1832-1833   | Émilion Lucotte                             |
| 1833-1834   | Amédée Thierry                              |
| 1834-1835   | Bruneau                                     |
| 1835-1836   | Amédée Thierry                              |
| 1836-1837   | Claude François Pratbernon                  |
| 1837-1838   | Amédée Thierry                              |
| 1838-1839   | Claude François Pratbernon                  |
| 1839-1840   | Jean Auguste Philibert Alexandre Lacordaire |
| 1840-1841   | Charles-Edouard Thirria                     |
| 1841-1842   | Nicolas David Baulmont                      |
| 1842-1843   | Jules Jacquot d'Andelarre                   |
| 1843-1844   | César Antoine Chaudot de Corre              |
| 1844-1845   | Denis Pierre Maulbon d’Arbaumont            |
| 1845-1846   | Jules Jacquot d'Andelarre                   |
| 1846-1847   | Romain Fachard                              |
| 1847-1848   | Eugène Galmiche                             |
| 1848-1849   | Jules Jacquot d'Andelarre                   |
| 1849-1850   | César Antoine Chaudot de Corre              |
| 1850-1851   | Jules Jacquot d'Andelarre                   |
| 1851-1852   | César Antoine Chaudot de Corre              |
| 1852-1853   | Jules Jacquot d'Andelarre                   |
| 1853-1854   | Adolphe Edmond Bossey                       |
| 1854-1855   | Jules Jacquot d'Andelarre                   |
| 1855-1856   | Adolphe Edmond Bossey                       |
| 1856-1857   | César Antoine Chaudot de Corre              |
| 1857-1858   | Jules Jacquot d'Andelarre                   |
| 1858-1859   | Charles Jacques Bailly                      |
| 1859-1860   | Louis Joseph Grillon                        |
| 1860-1861   | Aristide Déy                                |
| 1861-1862   | Jules Jacquot d'Andelarre                   |
| 1862-1864   | Eugène Galmiche                             |
| 1865-1867   | Auguste Charles Pichault de la Martinière   |
| 1868-1869   | Louis Duchet-Suchaux (dit Suchaux)          |
| 1870-1875   | Charles Roger Galmiche-Bouvier              |
| 1876-1885   | Jules Reboul de Neyrol                      |
| 1886-1893   | Charles-Emmanuel-Polycarpe de Saint-Mauris  |
| 1894-1895   | Octave Chevassu                             |
| 1905-1908   | Louis Beuvin de Beauséjour                  |
| 1908-1922   | Roger Roux                                  |
| 1922-1925   | Henri Beuvain de Beauséjour                 |
| 1926-1935   | Roger Dépierres                             |
| 1936-1950   | Georges Ponsot                              |
| 1950-1962   | Maurice Cousin                              |
| 1963-1981   | Gilles Cugnier                              |
| 1982-1988   | Guy Jean Michel                             |
| 1988-1990   | André Thévenin                              |
| 1991-1999   | Guy Jean Michel                             |
| 1999-2004   | Babeth Berthiaux                            |
| 2004-2008   | Jacques Mourant                             |
| 2008-2014   | Michel Mauclair                             |
| 2015-2020   | Denis Grisel                                |
| depuis 2020 | Dominique Chevreux                          |

## Publications
- Marc, Mémoires d’économie rurale et domestique, Vesoul, SALSA, 1812 (lire en ligne)

- Collectif, La Haute-Saône : Nouveau dictionnaire des communes, t. 1 à 6, Vesoul, SALSA, 1969-1974 (ASIN Tome 1 B0000DS3X4 Tome 6 B00GY4XTD6)
- Maurice Gresset, Guy Jean Michel, André Thévenin et Jean Girardot, Société d'agriculture, lettres, sciences et arts de la Haute-Saône, 1801-2001 : Livre du bicentenaire, Vesoul, SALSA, 2002, 238 p. (ISBN 978-2-85642-058-4)
- Guy Jean Michel, Danièle Pingué, Georges Rech et Georges Cuers, Le Consulat en Franche-Comté, 1799-1804, Vesoul, SALSA, 2002, 317 p. (ISBN 978-2-85642-059-1)
- Dictionnaire biographique de la Haute-Saône : H - Z., Vesoul, SALSA, 2005, 445 p. (ISBN 978-2-85642-060-7), ...notices familiales, ont trait aux personnalités marquantes de la Haute-Saône dans tous les domaines.